# Joost Schmidt
Pour les articles homonymes, voir Schmidt.
Joost Schmidt, né le 5 janvier 1893 à Wunstorf en province de Hanovre et mort le 2 décembre 1948 à Nuremberg, est un typographe allemand, professeur au Bauhaus.
À l'ouverture du Bauhaus, Walter Gropius fait appel à des artistes pour enseigner leur savoir aux nouveaux venus. Joost Schmidt est l'un de ces artistes d'avant-garde.
Il est l'auteur d'un petit nombre d'affiches publicitaires pour l'exposition de 1923 à Thuringe. 

## Galleri

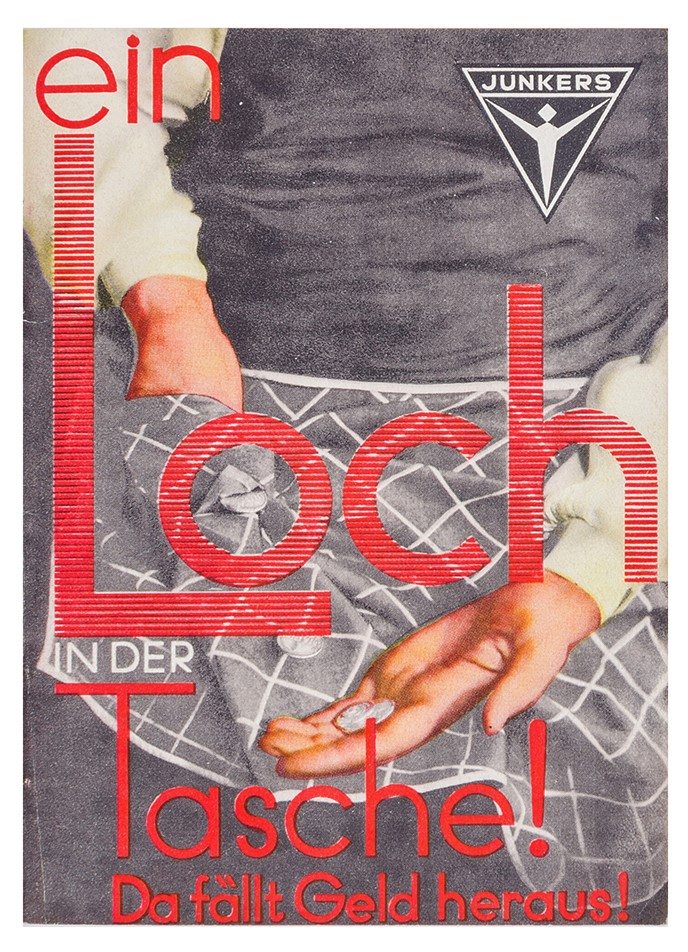
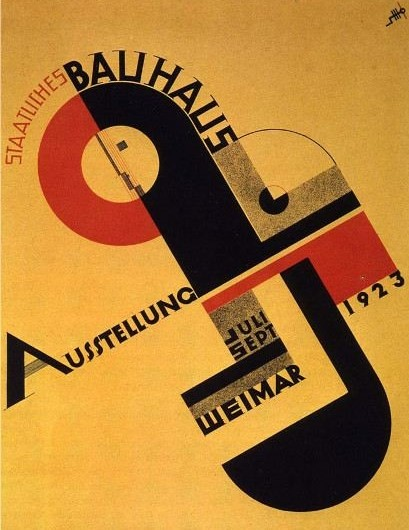
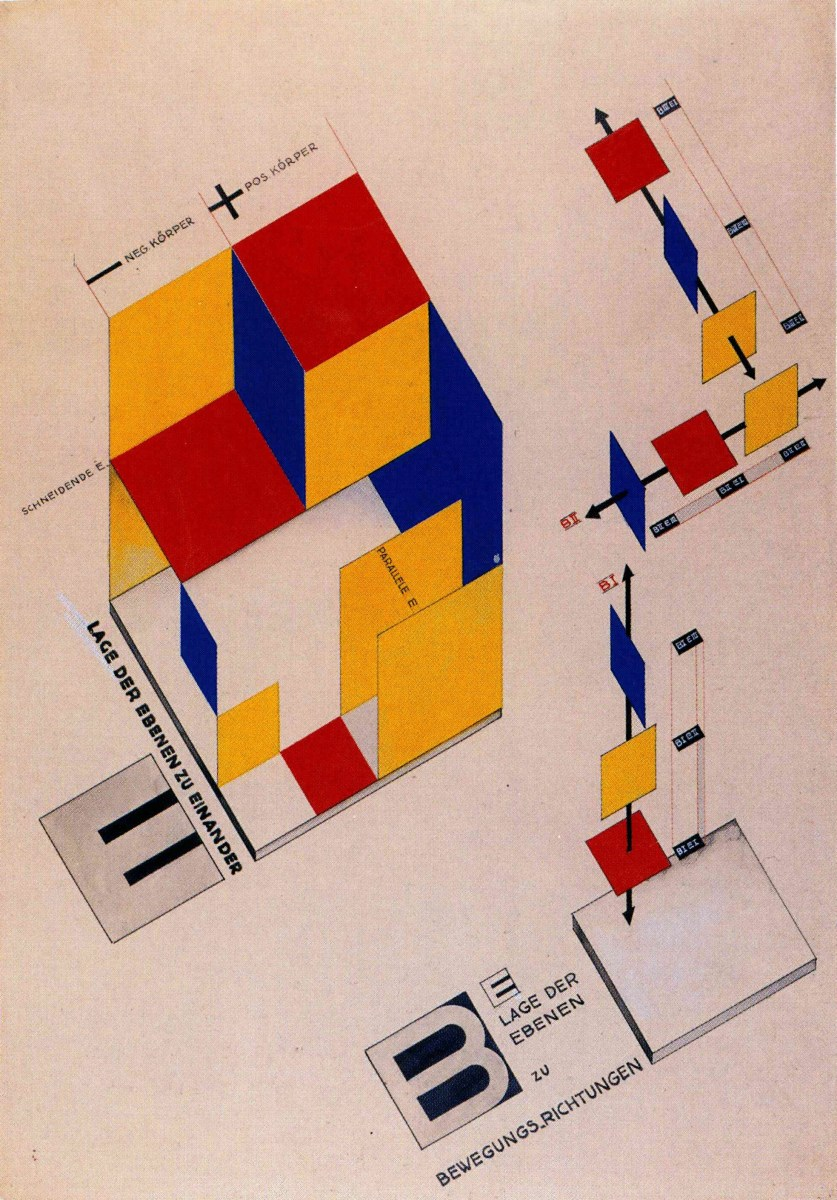
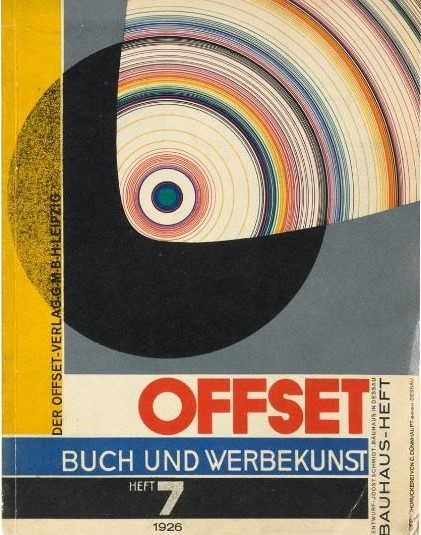